# 基維湖
63°07′N 025°11′E / 63.117°N 25.183°E

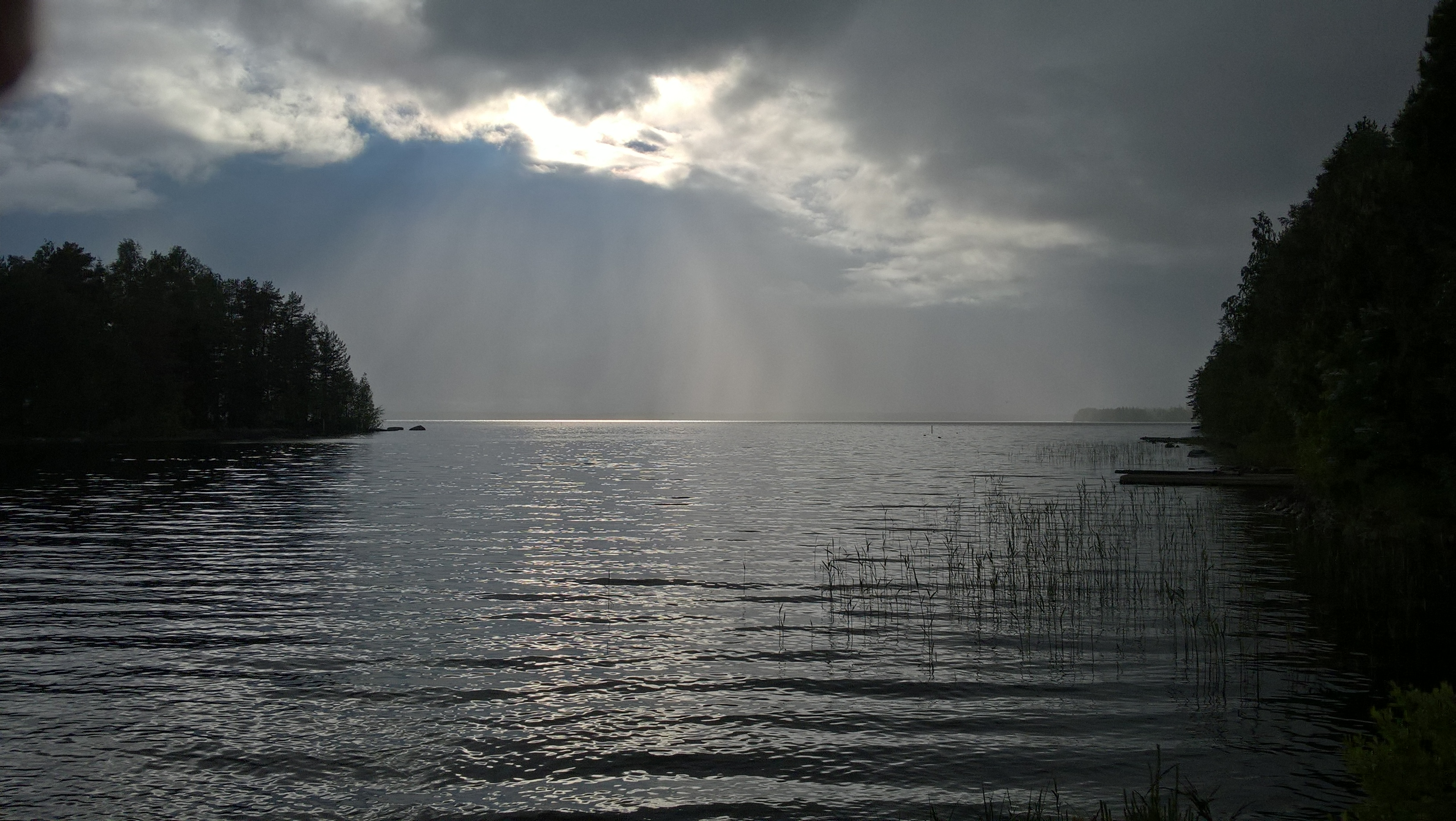
基維湖

基維湖（芬蘭語：Kivijärvi）是芬蘭中部中芬蘭區的湖泊，長50公里、寬10公里，面積154.03平方公里，集水區面積1,739平方公里，海拔高度130.8米，最大水深45米。